# Spencerhydrus pulchellus
Spencerhydrus pulchellus är en skalbaggsart som beskrevs av Sharp 1882. Spencerhydrus pulchellus ingår i släktet Spencerhydrus och familjen dykare. Inga underarter finns listade i Catalogue of Life.